# Dendropsophus parviceps
Dendropsophus parviceps és una espècie de granota que viu a Colòmbia, Bolívia, el Brasil, l'Equador, el Perú i Veneçuela.